# Wutai (köping i Kina)
Wutai (kinesiska: 梧台镇, 梧台) är en köping i Kina. Den ligger i provinsen Shandong, i den östra delen av landet, omkring 120 kilometer öster om provinshuvudstaden Jinan. Antalet invånare är 23 649. Befolkningen består av 11 702 kvinnor och 11 947 män. Barn under 15 år utgör 15,0 %, vuxna 15-64 år 72 %, och äldre över 65 år 12,0 %.
Genomsnittlig årsnederbörd är 769 millimeter. Den regnigaste månaden är juli, med i genomsnitt 284 mm nederbörd, och den torraste är januari, med 7 mm nederbörd.